# 白兰地

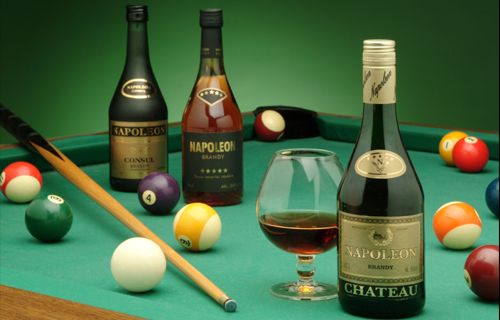
白蘭地

白蘭地（荷蘭語：Brandewijn，法語：Brandy），指的是一種用水果酒二次蒸餾而得到的酒類，目前市面上賣得最多的白蘭地是從葡萄酒中蒸餾而來的，但用其他水果酒製成的白蘭地也有很多。
白蘭地在歐洲大陸的西南部頗為盛行，主要由法國、荷蘭、西班牙和葡萄牙這四個國家生產。它含有35-60%的酒精，通常為餐後酒飲用，一般是在橡木桶中陳釀，但有的白蘭地用焦糖色素著色，以模仿較長酒齡的效果，有的則木桶陳釀和著色結合以生產。

## 名稱
“白蘭地”一詞如果不加任何的前綴詞，指的就是“葡萄酒的蒸馏酒”；而不是用葡萄製作的白蘭地則需要在它的名稱前加上那種水果酒的名稱，但不用特地加「酒」這個字，例如：蘋果白蘭地、櫻桃白蘭地、酪梨白蘭地、白桃白蘭地、草莓白蘭地及欧李白蘭地等。
此外，在更廣義上，“白蘭地”也能表示任何從“果渣”或水果的“醪液”身上蒸餾所獲得的酒  ，這些酒在法語中也被稱為「eau de vie」，意思是“生命之水”。其中最著名的白蘭地產區是法國西南部的干邑和雅文邑產區，中文裏的「干紅」和「干白」就是「法國干邑地區的紅白葡萄白蘭地」的縮寫寫法。

## 歷史
白蘭地的起源與蒸餾技術的發展有關，在15世紀被用於飲料生產的程序。   蒸馏酒的最初發展是為方便保存及運輸的方式，也是為了減少酒類體積所導致的稅負。原本構想是人們在飲用前可將水加入以還原，但卻發現白蘭地在儲存木桶之後，風味比原來的蒸餾酒更加優質。 除了水份減少之外，蒸餾過程導致許多芳香族化合物的形成和分解，大大改變餾出物的成分，味道也大不相同。
16世纪时荷兰为海上运输大国，法国是葡萄酒重要产地，荷兰船主将法国葡萄酒运往世界各地，但当时英国和法国开战，海上交通经常中断，而瓶裝的葡萄酒贮藏佔地费用大，于是荷兰商人将葡萄酒蒸馏浓缩，以节省贮藏空间和运输费用，运到目的地后再兑水出售。浓缩後的酒風味更佳、價格低廉、酒精濃度更烈，受到巨大欢迎。遂引發一輪創新風潮，贮藏时间越长的白蘭地酒越醇香，蒸餾酒的範圍也從葡萄酒擴散至所有的水果酒。
在蒸餾酒發展的初期，法國白蘭地因為高酒精含量和容易運輸的特性，取代葡萄牙在國際酒品市場的核心角色，成為跨大西洋三角貿易的重要角色。其重要程度受普遍信賴，甚至在三角貿易中，有些在非洲的人力費用得以白蘭地支付。法國白蘭地主導的跨洲酒類貿易一直到17世紀後期，才被朗姆酒所取代。 
大多數白蘭地是透過葡萄酒蒸餾，因此世界上優質白蘭地產區與葡萄酒產區大致相同。 19 世紀末，在西歐市場及其海外帝國，由法國和西班牙的白蘭地主導；東歐則由黑海地區的白蘭地主導，包括保加利亞、克里米亞和喬治亞。

## 特點
一升白兰地大约需要八升葡萄酒浓缩，蒸馏出的酒是近乎无色的，但在橡木桶中贮藏时，将橡木的色素溶入酒中，形成褐色。年代越久，颜色越深。白兰地脱离橡木桶装瓶后，基本不会发展。由于有颜色的更受欢迎，目前酿酒厂都使用焦糖加色。
1983年，法国政府与法国国家干邑行业管理局推出干邑陈年时间标示的分级标准，该标准以干邑中最年轻基酒的陈年时间为准，将干邑分为VS（Very Special，最年轻基酒在橡木桶中贮藏至少两年）、VSOP（Very Superior Old Pale，至少四年）、XO（Extra Old，初为六年，后于2018年4月起改为至少十年）与XXO（Extra Extra Old，至少十四年，该标准出台于2018年）。此外也有其它的酒标术语，如Extra（至少六年，后改为十年）、Hors d’age（等同于XO）、Napoleon（至少十年）等。
各品牌也有獨自的分類系統，例如馬爹利的藍帶、人頭馬的club...等等。干邑的特色是濃郁狂烈，雅馬邑則是溫潤高雅，干邑的可以加糖或焦糖調甜調色，雅馬邑則否。

## 生产過程
《百科全書》1728 年版敘述，使用以下方法蒸餾白蘭地：
一個葫蘆裝半滿的葡萄酒，用小火加熱到只剩下大約六分之一，或者餾出物完全可燃，就成為白蘭地的精華。通過蒸餾的純化，這被稱為精餾酒，第二次蒸餾可再蒸餾到大約一半的量，而且操作人員可視需求不斷調整蒸餾的次數。
生产白兰地一般选用酸度较高，品种香不太突出的白葡萄品种。葡萄生长的土壤条件是影响白兰地品質的重要因素；生长于碳酸钙丰富的土壤适合于生产白兰地，酒质有细致的香气和协调的口味，与土壤中微生物群有关。葡萄酒发酵产生不同沸点的醇类、醛类、酸类物质，通过蒸馏分离，使馏分达到一定酒度。
葡萄酒白蘭地由多種葡萄品種製成，其生產和消費有地域性，生產方式往往差異很大。高品質白蘭地使用具有獨特香氣和特徵的特殊品種葡萄酒，而便宜白蘭地則由任何葡萄酒可製成。 
多數白蘭地由“基酒”再製而成，與普通的佐餐酒不同。 基酒由早期葡萄採收製成，以取得較高的酸度和較低的糖量，而且基酒含有較少的硫，避免在鍋蒸餾器中與銅反應產生硫酸銅。發酵過程中產生的酵母沉澱物，也可取決於白蘭地的風格，保留在葡萄酒中。
白蘭地分兩個階段蒸餾，首先從基酒中去除大部分水和固體，獲得所謂的“低酒”，成為酒精濃度28-30% 的濃縮酒。 在第二階段，低酒被蒸餾成白蘭地。 液體再分為三階段離鍋，俗稱為“頭”(head)、“心”(heart)和“尾”(tail)。 “頭”的酒精濃度約為 83%，有不佳的氣味；“尾”的酒精濃度過低，因此會與“頭”一起移除，之後與另一批低酒混合，再次進入蒸餾循環。 至於“心”的部分，香氣和風味最豐富，保留用於之後的熟成。
蒸餾不僅提高酒精含量，蒸餾器的材料會導致在過程中的化學反應，形成新的揮發性香氣濃度，以及酯類等成分的水解，也就是設備決定所生產白蘭地的風格。白蘭地為保持高品質，通常在“罐式蒸餾器”中生產，干邑白蘭地和南非白蘭地是採多工程序生產。若採用“柱式蒸餾器”則可連續蒸餾，獲得更高酒精濃度的餾出物，但芳香度相對降低，美國白蘭地多以此方式分餾。
蒸餾後，具有天然金色或棕色的白蘭地放在橡木桶中陳釀。一些白蘭地，特別是來自西班牙的白蘭地，會使用“索萊拉系統” (Solera system）進行陳釀，陳釀的時間長短取決於風格、等級和法律的規定。之後將已達成熟的白蘭地與蒸餾水混合，以降低酒精濃度，有些白蘭地會添加焦糖，以模擬桶裝陳釀的琥珀色酒液，然後進行裝瓶作業。

## 飲用及烹調
傳統上，白蘭地是在室溫下以酒杯或鬱金香杯中飲用。在室溫下飲用時，通常將玻璃杯弧形杯緣托在手掌中，或通過溫和加熱來稍微加熱，也有些人會在倒入白蘭地之前先將玻璃杯加熱。 但白蘭地過度加熱可能會導致酒精蒸氣揮發，以致香氣過於強烈。白蘭地也可以添加到其他飲料中，以製作成流行的雞尾酒。
白蘭地是一種常用來收汁的絕佳液體，用於製作牛排和其他肉類的鍋醬，也可以在某些湯中創造更濃郁的味道，尤其是洋蔥湯。
在英式聖誕烹飪中，白蘭地是聖誕蛋糕、白蘭地奶油和聖誕布丁等傳統食品中常見的調味料。白蘭地也常添加於飲料，如在節日期間飲用的香料酒。
白蘭地也用於製作可麗蘇澤特薄餅(crêpe Suzett)和櫻桃禧年(cherries jubilee)等火焰秀的餐點。通常將白蘭地倒在聖誕布丁上，在倒酒點火後，可以保留多達75%的酒精度。

## 产地
目前世界最好的白兰地产地是法国夏朗德省的干邑周围地区和热尔省的雅馬邑地区，这些地区传统生产白兰地，酒厂年代久远，因此有用以勾兑的老酒，价格也昂贵。
世界著名的白蘭地品牌如下：
- 軒尼斯
- 馬爹利
- 人頭馬
- 拿破崙
- 御鹿
- 卡慕
- 豪达（Baron Otard）
- 路易老爺
- 金豹（Meukow）
- 弗希尼（A. de Fussigny）
- 百世爵（Bisquit）
- 拉珊（Larsen cognac)